# Gaetano Cima
Gaetano Cima (1805, Cagliari – 1878, Cagliari) je bil italijanski arhitekt, predstavnik neoklasicističnega gibanja.

## Življenjepis
Gaetano Cima se je rodil v Cagliariju leta 1805 Filippu in Anni M. Marchesoli, bogatega družbenega statusa.
Študij je začel v Torinu leta 1826, avgusta 1830 se je kvalificiral za civilnega arhitekta in kasneje tri leta študiral na Akademiji za likovno umetnost v Rimu, kjer sta mu bila učitelja tudi Luigi Canina in Luigi Poletti.
Po končanem študiju je začel sodelovati z javno upravo, delal je na Oddelku za gradbeništvo, do nedavnega pod vodstvom arhitekta Giuseppeja Cominottija, v tej vlogi pa se je znašel pri predelavi projekta za Meščansko gledališče, ker je bil prvotni projekt ocenjen kot preveč zahteven za Cominottija.
Kasneje (leta 1837) je zaradi razhajanj z vodstvom sardinskega okrožja postal direktor tehničnega urada glavnega mesta Sardinije. Drugi projekti so vključevali rekonstrukcijo cerkve San Giacomo v Cagliariju, ki je imela do takrat zgrajeno samo fasado, vile Santa Maria v Pulju in cerkve Santa Maria Assunta v Guasili. Zasnova cerkve San Francesco v Oristanu sega v leto 1841; medtem nastajanje načrtov za civilno bolnišnico Cagliari sega v leto 1844. Tem so dodani številni projekti za spremembo in olepšanje veličastnih stavb v gradu Cagliari in palači grofov Nieddu.
Kasneje se je posvetil svobodnemu poklicu in poučevanju na Univerzi v svojem rojstnem mestu, kjer je bil profesor posvetne arhitekture, oblikovanja in ornamentike, poučevanje, ki se je pozneje poimenovalo Civilna arhitektura, Arhitektura in okrašeno oblikovanje ter nazadnje Osnovno ornamentalno in arhitekturno oblikovanje.
24. marca 1840 mu je bilo zaupano vodenje Kraljevega muzeja. 3. aprila 1864 je postal dekan novoustanovljene Fakultete za fizikalne, matematične in naravoslovne vede v Cagliariju in na tem položaju je ostal do študijskega leta 1876-1877.
Umrl je v Cagliariju 4. februarja 1878, njegovi posmrtni ostanki so bili pokopani na monumentalnem pokopališču Bonaria. Znano je, da obstaja samo ena živa fotografija Cime (zbirka Pisu).

## Galerija
- Svetišče Device Marije Vnebovzete, Guasila
- Katedrala Ozieri
- Cerkev Gospe od Monserrato, Burcei
- Bolnišnica San Giovanni di Dio v Cagliariju